# OS/360
OS/360 (Operating System/360) foi um sistema operacional desenvolvida pela IBM para seus novos computadores mainframe System/360, anunciados em 1964. OS/360 foi um dos primeiros sistemas operacionais a ter acesso direto a dispositivos de armazenamento como pré-requisito para sua operação.
Um dos primeiros sistemas operacionais a ser desenvolvido em linguagem de alto nível.